# NGC 2613
NGC 2613 je galaksija u zviježđu Kompasu.

## Vanjske poveznice
- SEDS: NGC 2613